# Esters mono- et diacétyltartriques de mono- et diglycérides
Le E472e, ou DATEM (pour esters mono- et diacétyltartriques de mono- et diglycérides), est un émulsifiant d'origine végétale ou animale.
Il se présente sous forme de liquide jaunâtre, collant ou visqueux, ou de cire jaune et dure.
Il est considéré sans danger pour l'Homme, mais pas de façon unanime (matières premières recourant à de l'huile de soja transgénique, huiles industrielles potentiellement hydrogénées donnant des acides gras trans, ...).